# Asakusa
Asakusa (浅草?) è un distretto di Taito, Tokyo, in Giappone. È situato nella parte nord-est della città e delimitato a est dal fiume Sumida. Ha come fulcro il tempio Sensōji, dedicato a Kannon Sama (la dea buddista della misericordia), il luogo di venerazione più antico di Tokyo.
Dopo il 1657 nella sua area vi venne trasferito il quartiere autorizzato di piacere e divertimento di Yoshiwara, che precedentemente sorgeva nell'area di Nihonbashi, che era andato distrutto nel grande incendio di Meireki. Per distinguere i due omonimi quartieri quello di Asakusa divenne noto come "Shin-Yoshiwara" (Nuovo Yoshiwara).
La via principale del distretto passa davanti al Kaminarimon (雷門? "Porta del tuono") con la sua chōchin, l'imponente lanterna di carta rossa. Tra le attrazioni della via, si notano i ragazzi vestiti nei tradizionali abiti dei portantini, disponibili a trasportare in giro per il quartiere i turisti in risciò. La famosa Nakamise dori immette alla porta Kaminarimon, che conduce al Sensōji. Ai lati della Nakamise, sempre affollata di visitatori, si trovano numerose bancarelle di prodotti tipici: souvenir, vestiti tradizionali, parrucche da samurai, le tipiche teiere di ghisa, peluche, giocattoli.
Tra le attrazioni culinarie della Nakamise vanno citati i senbei, cracker di riso preparati al momento sulla griglia e insaporiti nella salsa di soia; si vendono poi dolci di tutti i tipi, da quelli tradizionali ai lecca lecca a forma di Hello Kitty o Doraemon, pesci infilzati sui bastoncini, yakisoba (spaghetti di grano saraceno saltati alla piastra) e yakitori (spiedini di pollo alla griglia). La zona intorno al tempio ospita poi numerosissime piccole attività commerciali e ristoranti, come il parco giochi Hanayashiki (il più vecchio del Giappone), teatrini e numerose altre strutture templari.
Il distretto, per la sua vivacità e vitalità, seppure oscurate dalle più moderne attrattive delle zone ovest della città, come Shinjuku, Shibuya e Ikebukuro, ha fornito ispirazione a famose opere artistiche e letterarie. Tra queste ultime si ricordano La banda di Asakusa, vera e propria guida al quartiere degli anni Venti, opera del premio nobel Yasunari Kawabata, e il più recente Asakusa Kid, che raccoglie le memorie di giovinezza del regista e attore Takeshi Kitano, all'epoca comico esordiente nei teatrini di Asakusa.
Vi si celebra dall'agosto 1981 il Carnevale della Samba e, al 2012, ospita il maggior numero di artisti rispetto a qualsiasi altro carnevale celebrato oltre i confini brasiliani: la manifestazione viene seguita da quasi mezzo milione di spettatori.